# Templo Mahamuni

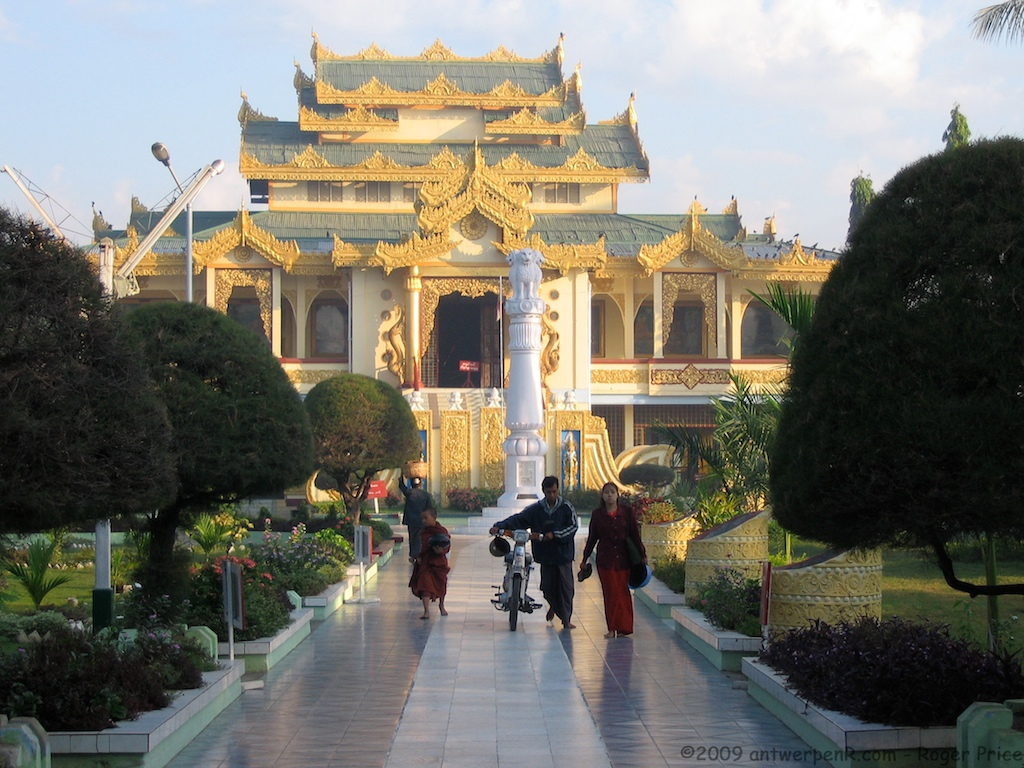
Vista de la pagoda MahaMuni.

El templo Mahamuni, también conocido como pagoda Mahamuni, es un templo budista de la ciudad de Mandalay en Myanmar. 
La estatua de Mahamuni (Buda Gautama) que se encuentra en su interior es la imagen más venerada de Myanmar y convierte a este templo en uno de los lugares de peregrinación religiosa más importante de todo el país.
La trascendencia de esta imagen va más allá de las fronteras de Myanmar, ya que se considera una las representaciones más importantes de Buda Gautama, antes de alcanzar la iluminación con el nombre de Siddharta. Según la tradición transmitida que carece de base histórica, es la única copia verdadera que existe de Buda, realizada en vida del mismo y tomándolo como modelo. Las evidencias arqueológicas sugieren que es una de las más antiguas representaciones de Buda, pero su creación se situaría posiblemente en el siglo II, unos ochocientos años después de la existencia de Buda.

## Mito e Historia
De acuerdo con los mitos tradicionales de las crónicas arakanesas, alrededor del año 500 a. C., el Buda Gautama viajó desde la India al reino de Arakán, situada en el oeste de Birmania en la frontera con la actual Bangladés, en compañía de sus 500 discípulos, donde recibió la visita del rey Candrasuriya y su corte. El rey le suplicó a Buda que hiciera una réplica de sí mismo para que sus fieles pudieran venerarle en su ausencia. Esta imagen de Sakyamuni, realizada en bronce, pasaría a denominarse Mahamuni (literalmente “Gran Sabio”) y es considerada la única copia real de la imagen de Buda que existe en el mundo. La tradición antigua se refería a sólo cinco retratos de Buda, hecha durante su vida, dos se encontraban en India, dos en el paraíso, y la quinta es la imagen de Buda Mahamuni en Myanmar.
La arqueología ha desmontado el fundamento del mito de Mahamuni, porque Siddharta murió en torno al 483 a. C. y sin embargo las evidencias arqueológicas desmienten la antigüedad de la estatua de Mahamuni y además los estratos más antiguos de Dhanyawadi pertenecen al siglo IV d. C., unos ochocientos años después de la existencia de Buda.
En 1784, el rey Bodawpaya de Birmania, perteneciente a la dinastía Konbaung, conquistó el reino de Arakán y ordenó el traslado de la legendaria estatua de Mahamuni desde su santuario original en Dhanyawadi hasta Amarapura, en Mandalay. La decisión de trasladar la imagen en bronce de Buda generó un profundo resentimiento del pueblo arakanés hacia la monarquía birmana, ya que consideraban que Mahamuni era una figura asociada al orgullo de la nación arakanés.

## El templo

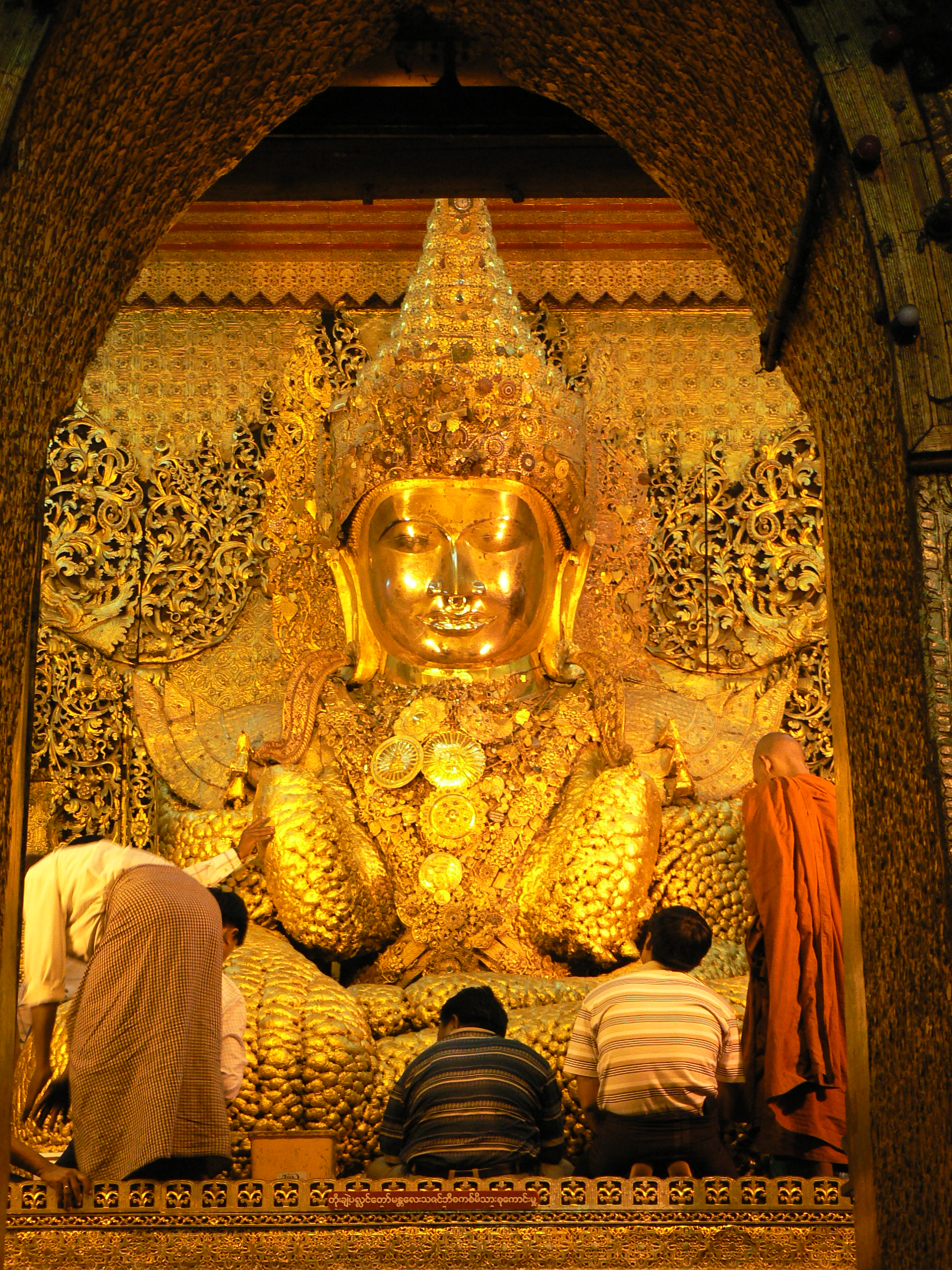
Imagen de la estatua de Mahamuni, junto con los devotos asistentes al templo.

El santuario original que se levantó en 1785, fue reconstruido en diversas ocasiones a lo largo del siglo XIX, por los daños ocasionados por dos incendios ocurridos en 1879 y  en abril de 1884. El rey Thibau ordenó su reconstrucción y realizó generosas donaciones con este fin, gracias a las cuales se logró rehacer el edificio en breve tiempo.
El santuario es una gran pagoda situada en la parte sur de Mandalay. En origen, estaba situada en las afueras de Amarapura pero tras la fundación de la ciudad en 1857 por el rey Mindon y su progresiva expansión, el recinto pasó a formar parte de la nueva urbe. 
La entrada formal al recinto está en el lado este, que es en el que está orientada la imagen y que se puede ver al final de un largo corredor. La estatua se encuentra en una estancia estrecha y es visible de frente y por ambos lados. Sólo los hombres pueden tocar la estatua e incrustar sobre ella el fino papel de oro (gold leaf), acto que es considerado la forma de devoción máxima. 
La estatua de Mahamuni se encuentra en una pequeña cámara, sentada sobre un trono en una postura divina conocida como Bhumisparsa Mudra, las piernas se encuentran cruzadas y los pies dirigidos hacia adentro y extiende su brazo derecho con la mano tocando el suelo de forma ritual, como testimonio de su pasado. La mano izquierda reposa sobre las rodillas con la palma hacia arriba. La imagen está fundida en bronce y pesa 6,5 toneladas y se encuentra erigida en un pedestal de 1,84 metros. La altura total del conjunto es de 3,90 metros y la anchura de hombro a hombro 1,80 m. La corona de la cabeza y el pecho se encuentran repletos de piedras preciosas incrustadas.

Mandalay - Templo Mahamuni
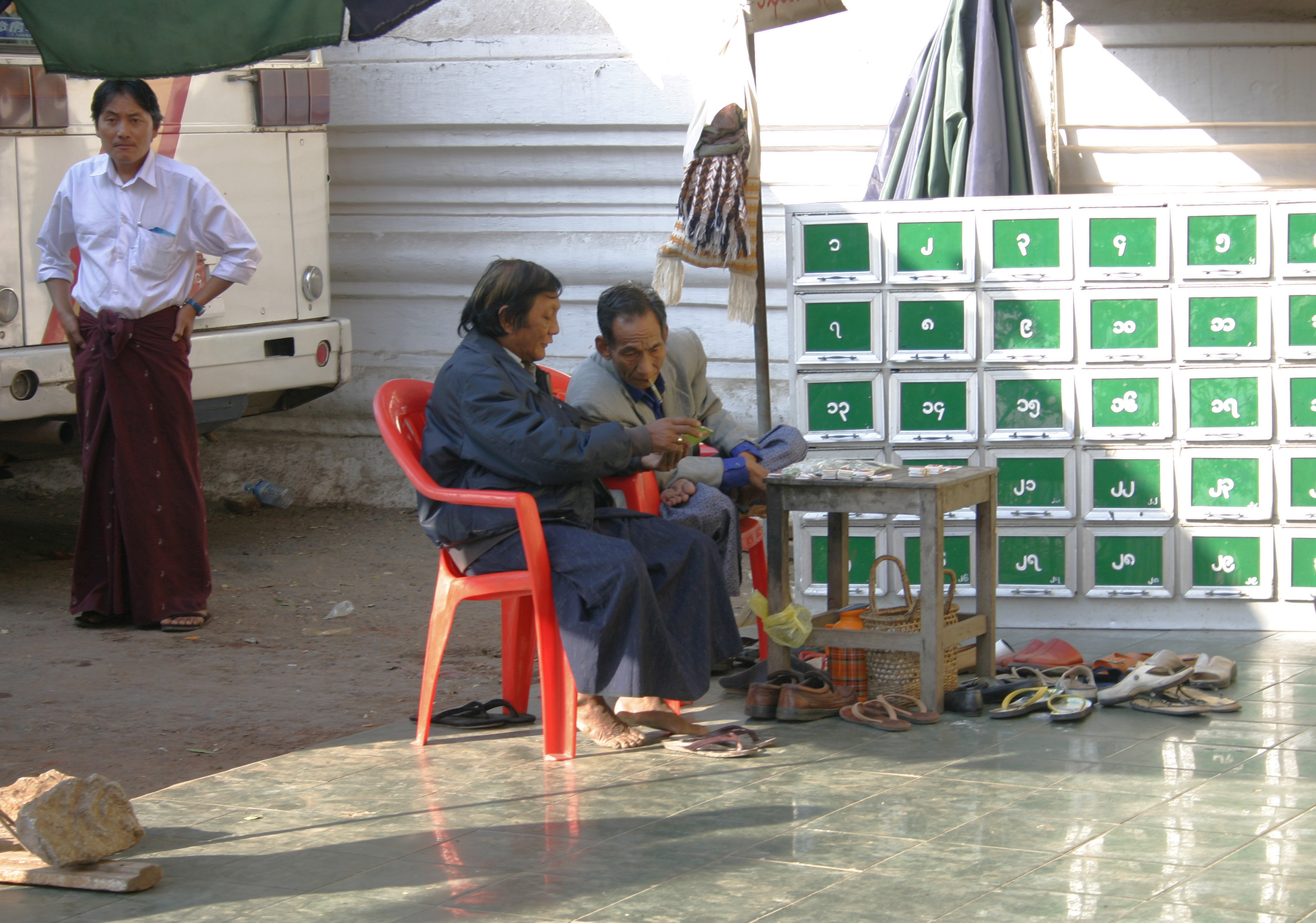
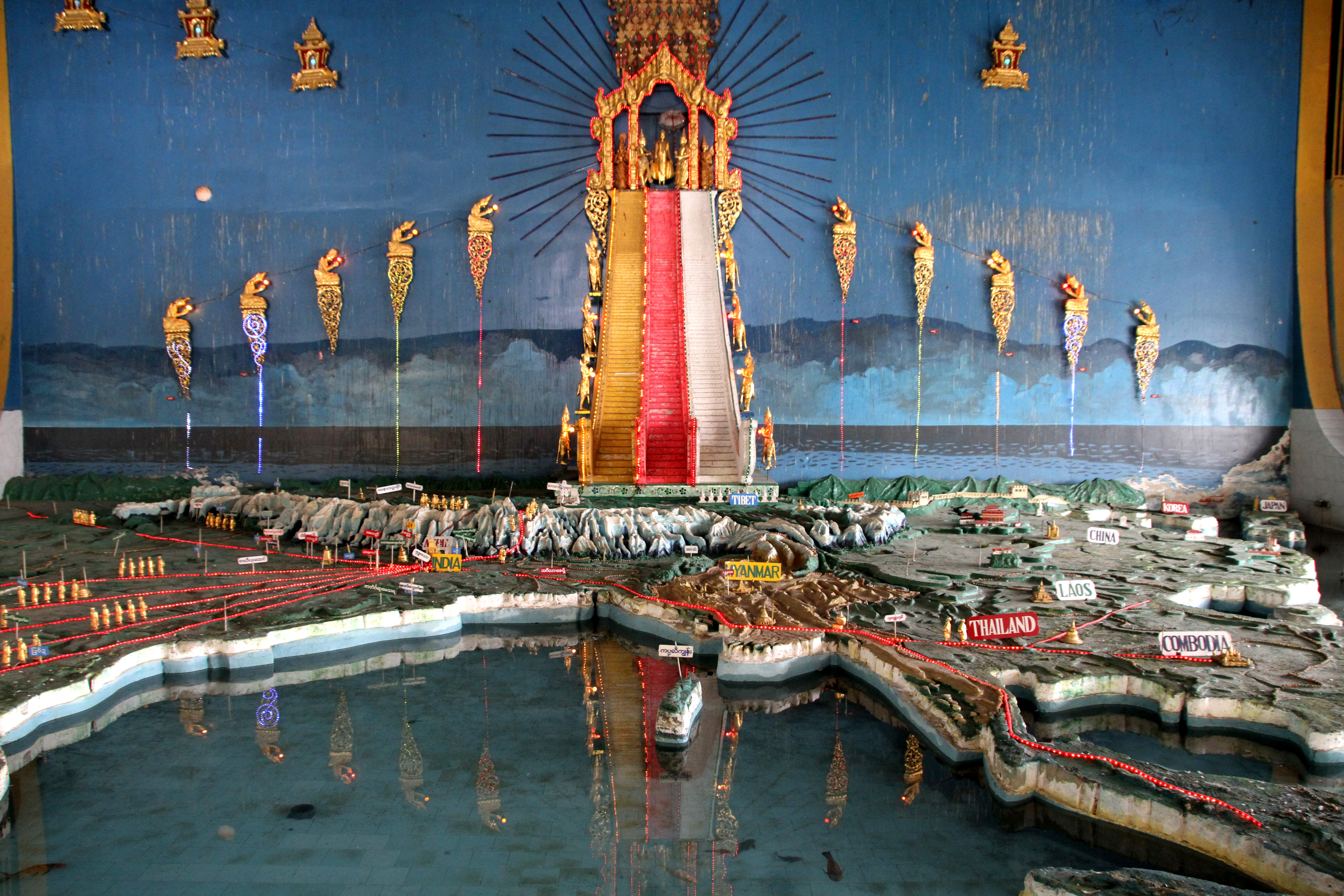
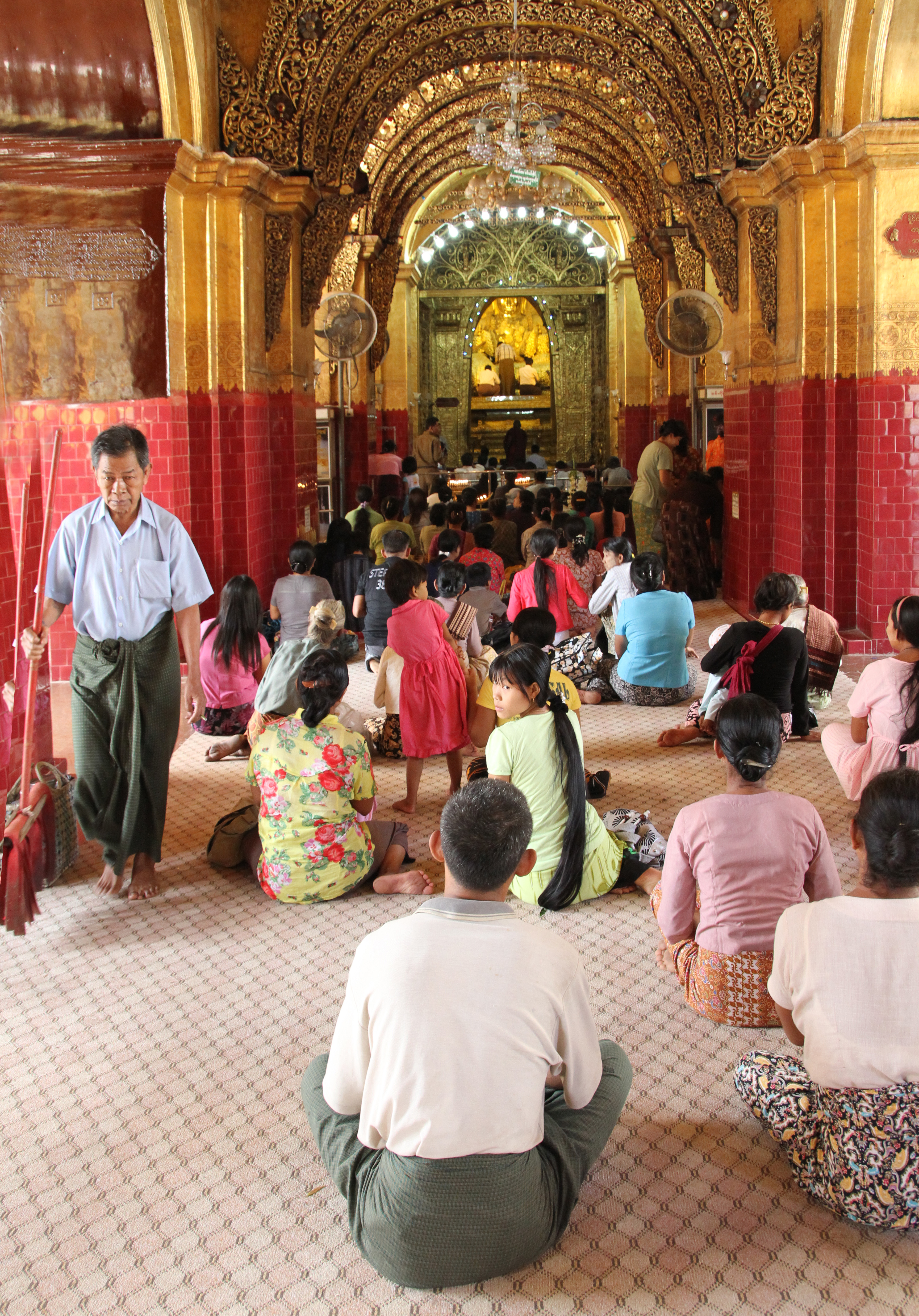
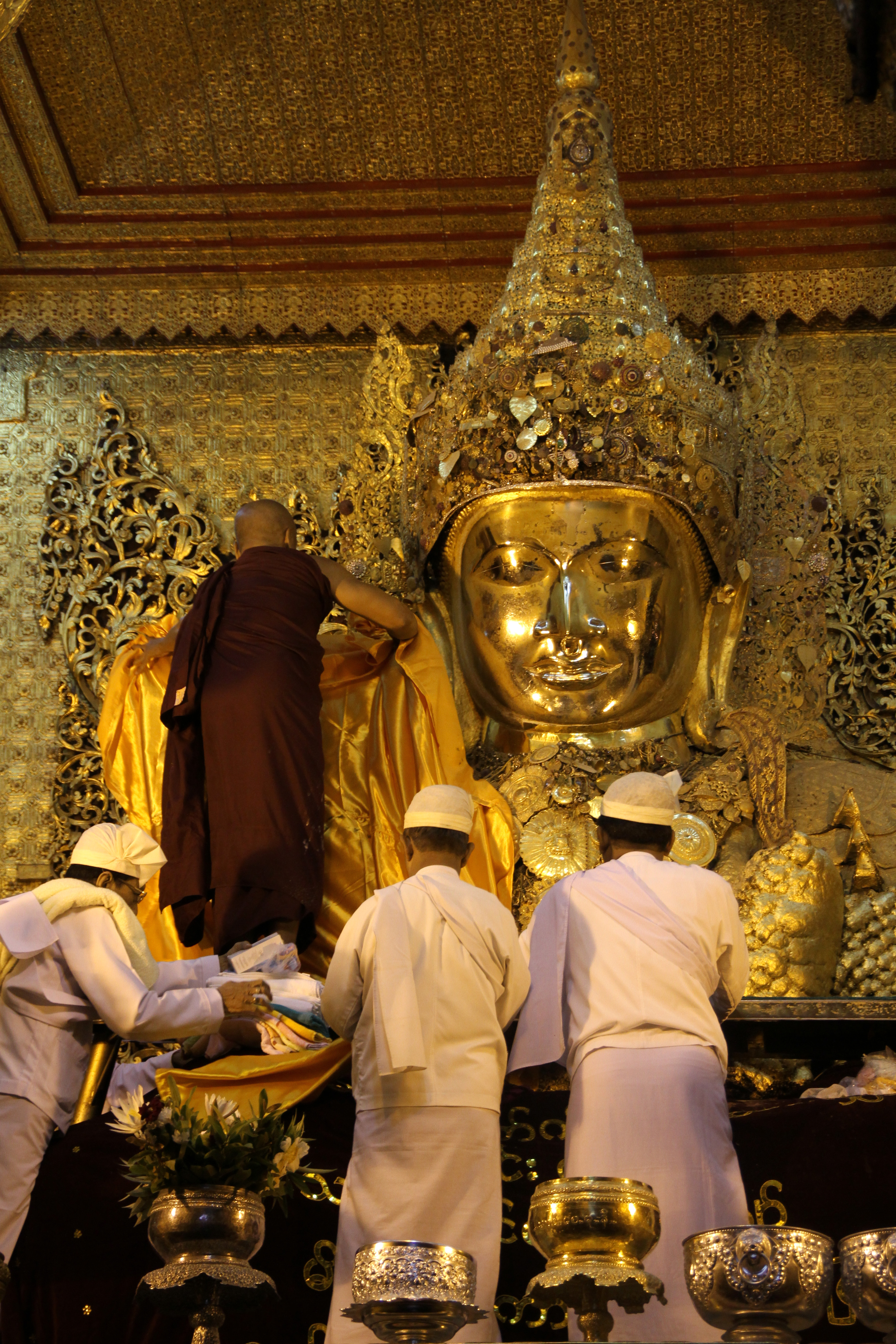
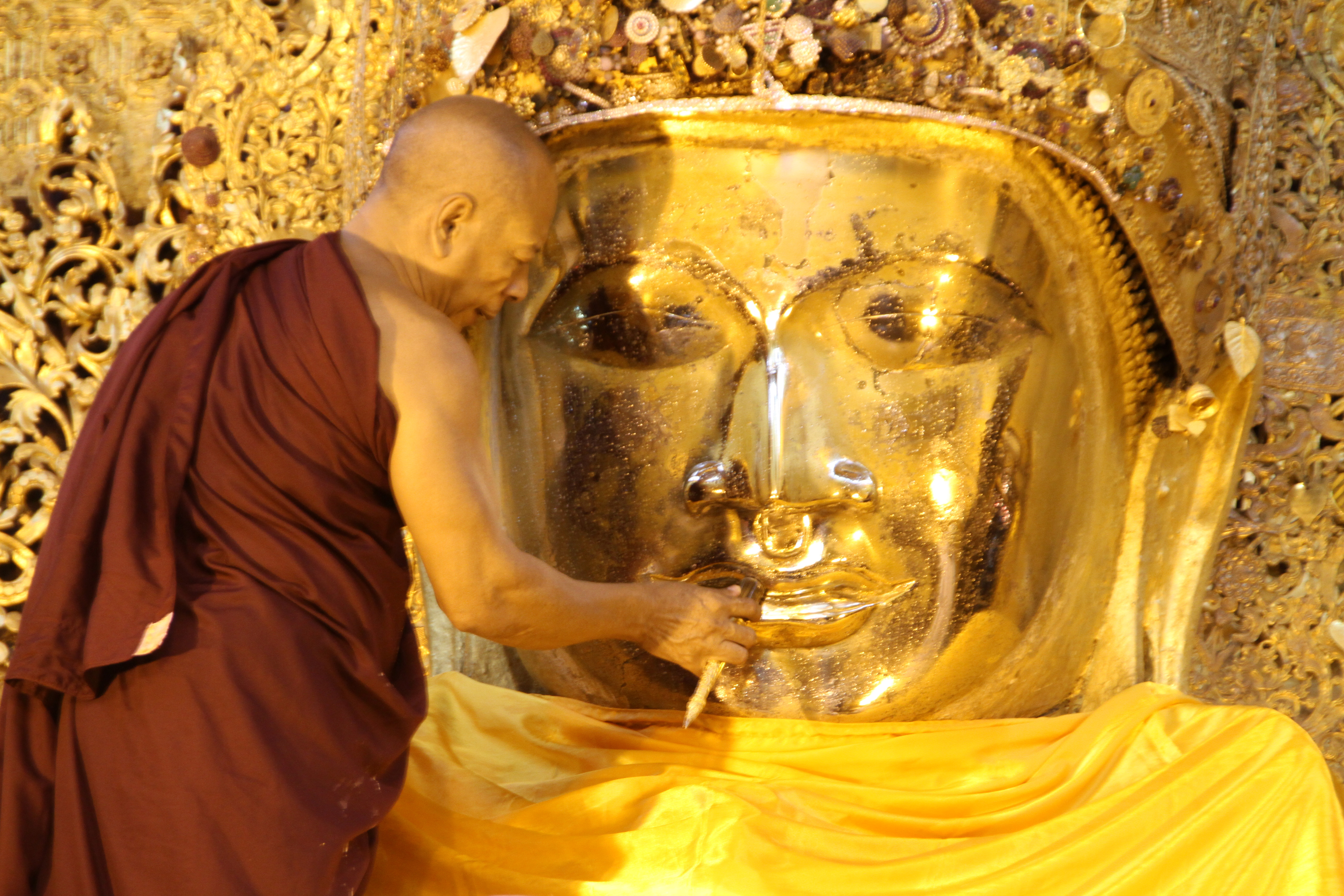
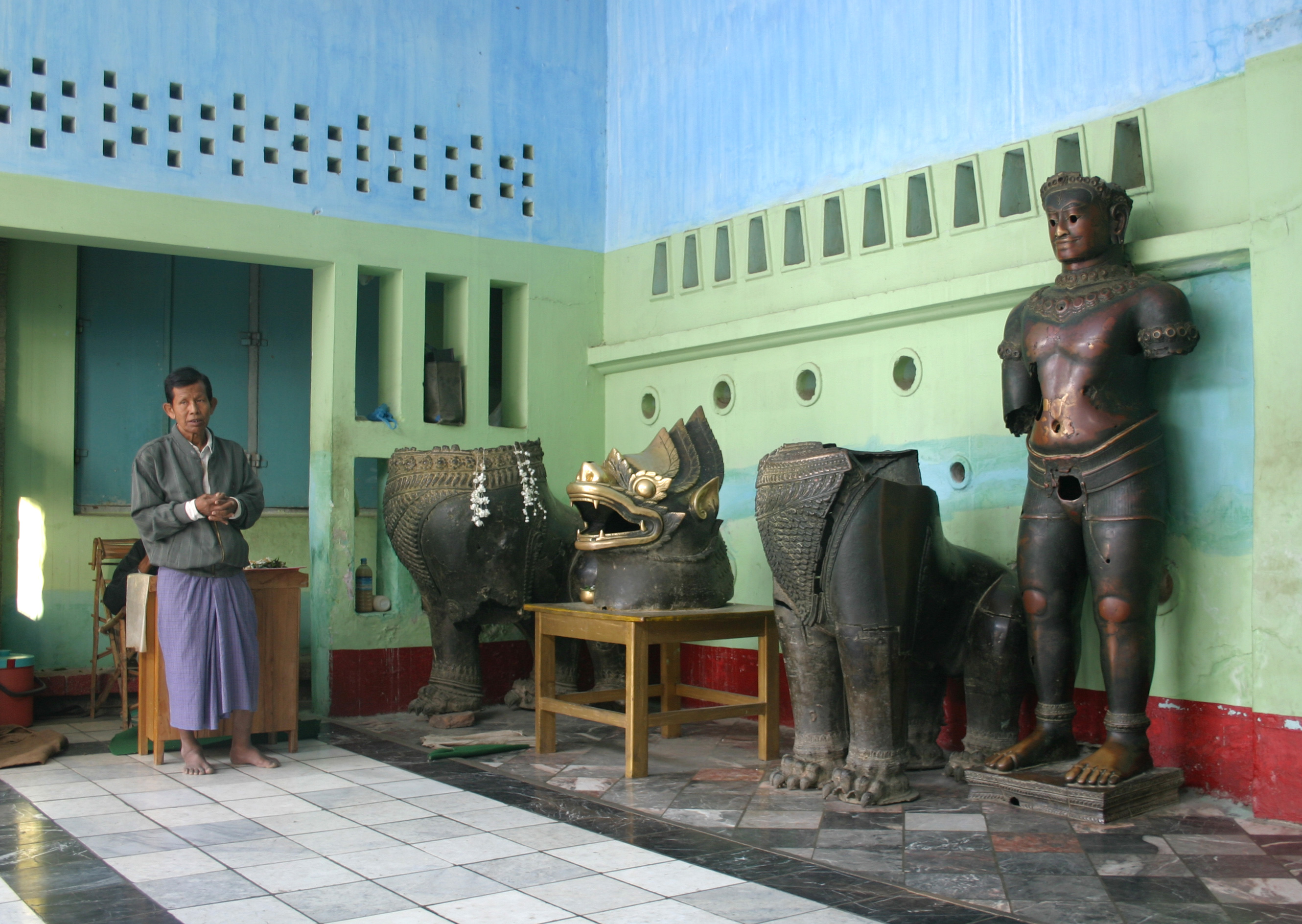
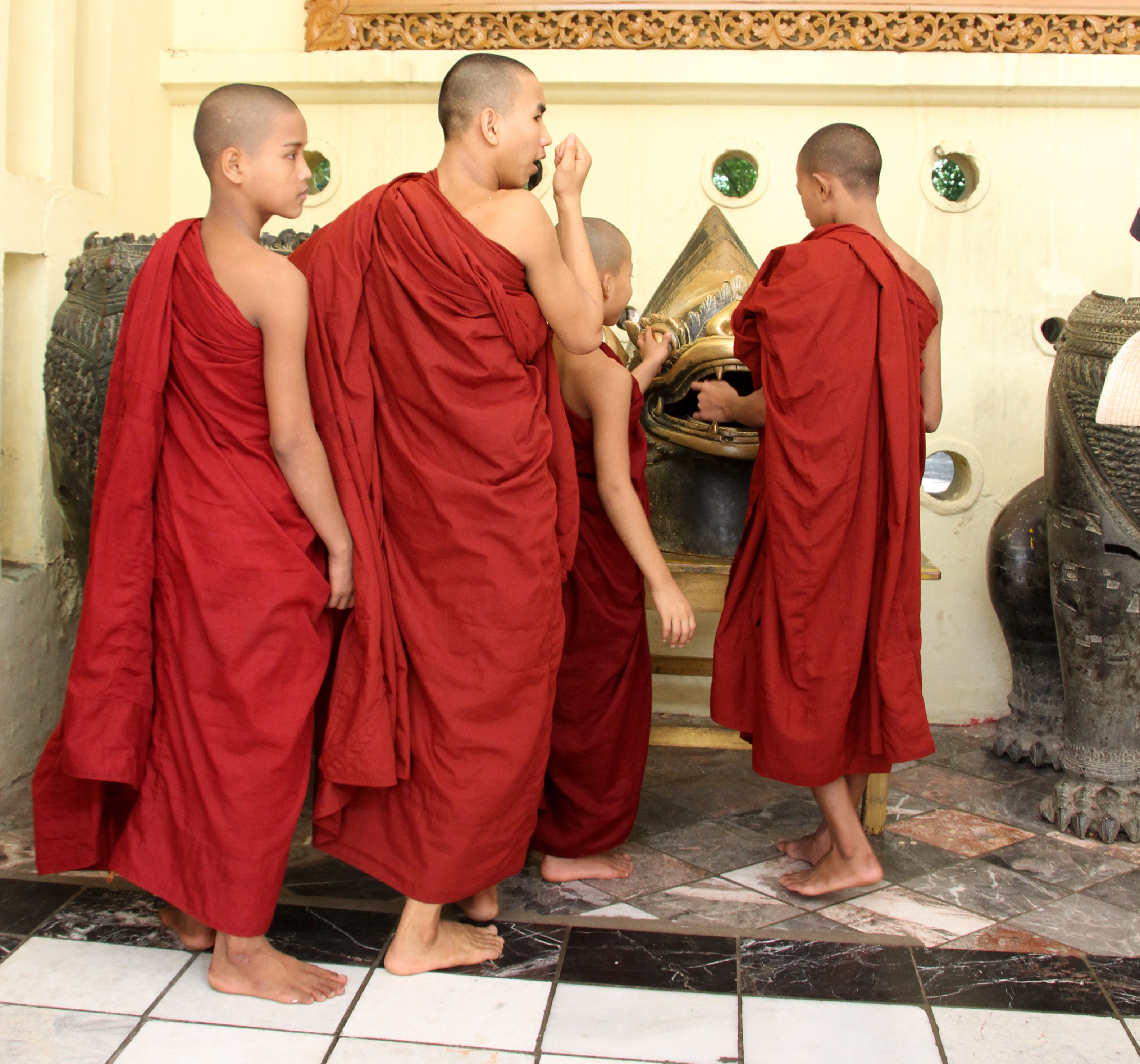
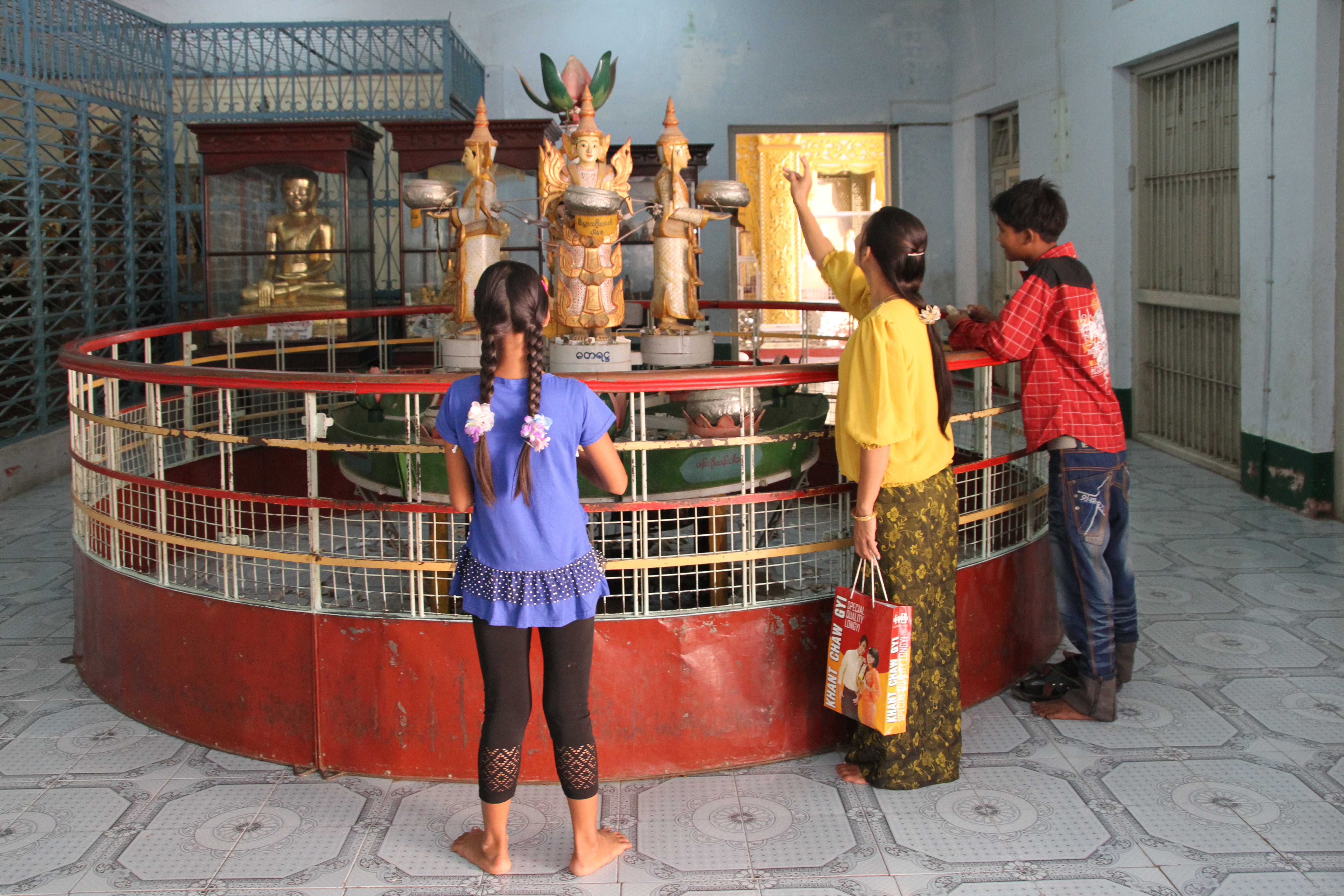